# Francesco Crucioli
Francesco Crucioli (Grottammare, 10 ottobre 1908 – Monte Isorà Adivi, 5 dicembre 1937) è stato un militare italiano, insignito della medaglia d'oro al valor militare a vivente nel corso delle grandi operazioni di polizia coloniale in Africa Orientale Italiana.

## Biografia
Nacque a Grottammare il 10 ottobre 1908, figlio di Croce e Tina Cafarini, all'interno di una famiglia originaria di Ascoli Piceno. Chiamato a prestare servizio militare di leva nel Regio Esercito nel 1929, frequentò il corso allievi ufficiali di complemento a Verona, venendo nominato sottotenente il 4 febbraio 1930, assegnato in servizio al 74º Reggimento fanteria. Ultimato il servizio di prima nomina venne collocato in congedo nell'ottobre successivo. Profilatasi la campagna in Africa Orientale chiese di essere richiamato in servizio attivo e il 31 agosto 1935 fu destinato al XXIV Battaglione complementi della 24ª Divisione fanteria "Gran Sasso", col quale partiva da Napoli un mese dopo sbarcando a Massaua, in Eritrea, il 6 ottobre. Promosso tenente nel mese dicembre, si distingueva nel ciclo operativo che, iniziato in quel mese ad Af Gagà si concluse a Mai Nebit nel marzo dell'anno dopo. Dopo la fine delle ostilità, il 9 maggio del 1936 fu proclamato l'Impero, le operazioni belliche non terminarono a causa della crescente attività della guerriglia etiope. Assegnato dapprima al XXV Battaglione coloniale, si distinse nelle operazioni belliche venendo decorato con la Croce di guerra al valor militare.
Transitato nel XIX Battaglione coloniale, mentre stava per accingersi a rientrare in Patria per trascorrere con i suoi familiari le festività natalizie, il 5 dicembre 1937 prese parte ad un'azione di controguerriglia nella zona del Monte Isorà Adivi. Colpito al cuore da un proiettile di arma da fuoco, cadde da cavallo, ma continuò ad incitare i suoi ascari fino alla fine al grido di Viva l'Italia!. Per questo fatto gli venne assegnata la Medaglia d'oro al valor militare alla memoria.
Alla memoria di Crucioli sono intitolate due vie, una a Grottammare e un'altra a Teramo. Una delle lapidi a suo ricordo si trova nella Chiesa dei Santi Pietro e Paolo di Ascoli Piceno, insieme ad altri militari caduti in guerra. La sua salma si trova ancora in Africa.

### Annotazioni
1. ↑  Alla famiglia giunsero numerose attestazioni di cordoglio da parte di autorità militari, civili e religiose, dal Re Vittorio Emanuele III, al Capo del governo Benito Mussolini, dal Governatore Adalberto di Savoia duca di Bergamo al Generale di corpo d'armata Alessandro Pirzio Biroli.

### Fonti
1. 1 2 3 4 5 6  Combattenti Liberazione.
2. ↑  Gruppo Medaglie d'Oro al Valor Militare 1965, p. 271.
3. 1 2 3   Intitolata al Tenente "Francesco Crucioli", Medaglia d’Oro al Valor Militare, un'area verde all’ingresso della "Clementi", su ilmascalzone.it (archiviato dall'url originale il 2 aprile 2015).
4. ↑  Sito del Quirinale
5. ↑   Medaglia d'oro al valor militare, su quirinale.it, Quirinale. URL consultato l'11 luglio 2021.
6. ↑  Registrato alla Corte dei Conti lì 1º maggio, Registro 4 Africa Italiana, foglio 21.
7. ↑  Registrato alla Corte dei Conti l'11 luglio 1939, Registro 5 Africa Italiana, foglio 341.